# Hans Konrad Nettmann

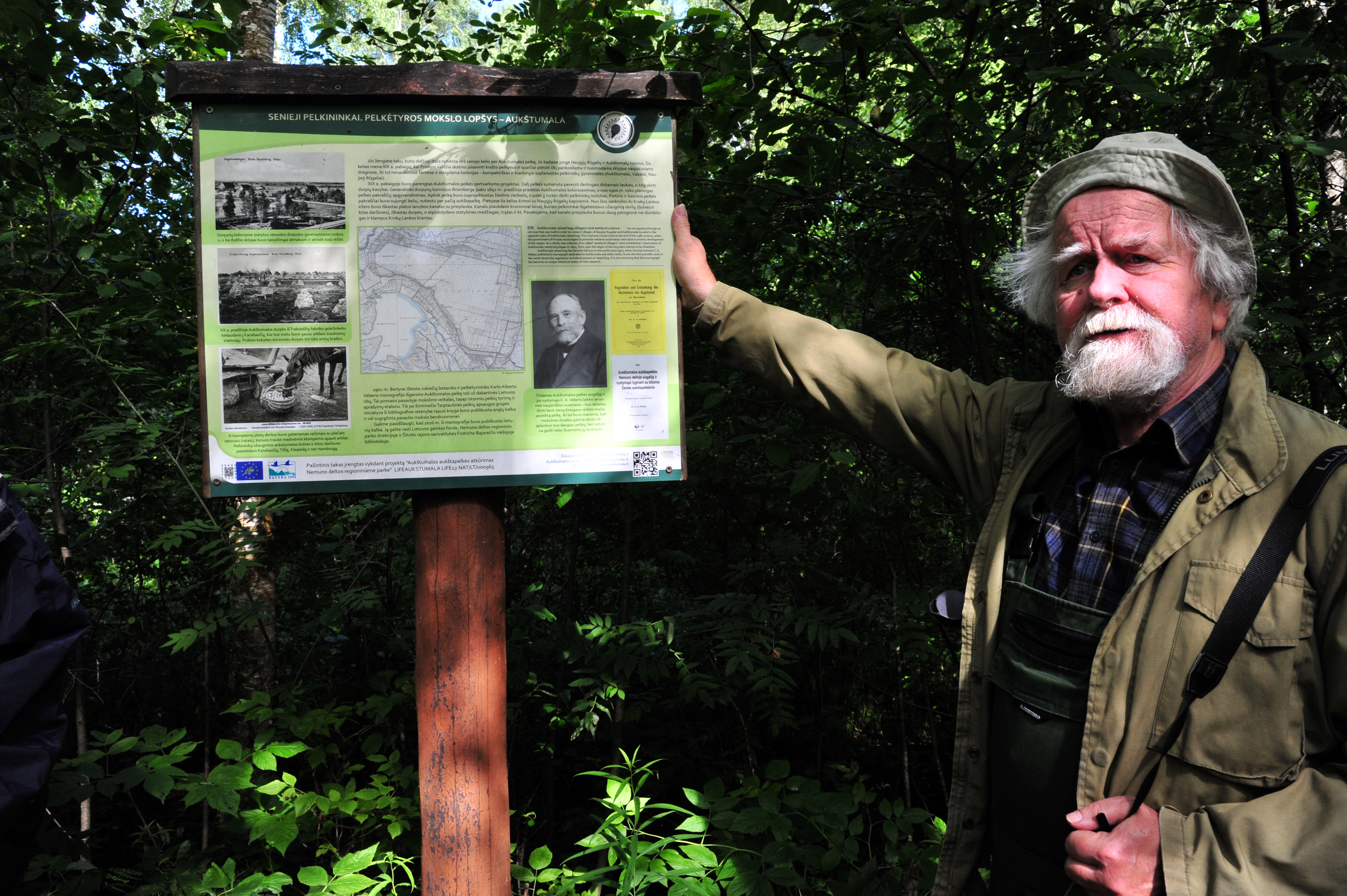
Hans Konrad Nettmann, 2022

Hans Konrad Nettmann (* 1948 in Witten) ist ein deutscher Biologe, Herpetologe und Dozent für Ökologie und Zoologie an der Universität Bremen.

## Biografie
Nettmann studierte von 1969 bis 1974 an der Christian-Albrechts-Universität zu Kiel Biologie mit den Schwerpunkten Zoologie, Ökologie, Meeresbiologie und Paläontologie. Nach dem Diplom wechselte er an die Universität Bremen und engagierte sich als Tutor und wiss. Hilfskraft beim Aufbau des Biologiestudiums, das auf der Basis von Praktika und Projekten durchgeführt werden sollte und so eine Fülle von Lehr- und Lernerfahrungen bot. Er promovierte 1987 in Bremen mit einer Arbeit zur Stammesgeschichte der Laufkäfer (Titel: Karyotyp und Stammesgeschichte der Carabiden) und arbeitete dann als Mitarbeiter. In der Forschung widmete er sich zusammen mit S. Rykena der Herpetologie, speziell der Systematik und Evolution der Smaragdeidechsen. 1980 hat er einen Arbeitskreis Amphibien und Reptilien im Naturwissenschaftlichen Verein zu Bremen gegründet, aus dieser Position heraus war er an der Kartierung der Fauna und Flora des Hollerlandes in Bremen beteiligt. Die sich daraus entwickelnden landesweiten Programme zur Erfassung der Fauna und Flora 1981/83 standen am Beginn der biologischen Kartierungen und der Entstehung eines neuen Berufsfeldes für Biologinnen und Biologen.
1981 wurde er in den neu gegründeten Naturschutzbeirat der Landes Bremen berufen und 1994 auch zu dessen Sprecher gewählt.
Neben Vorlesungen, Seminaren und Praktika sind zoologisch-ökologische Exkursionen ein wesentlicher Teil der Lehre, die er zusammen mit Anderen seit vielen Jahren durchführt.
Über 20 Jahre hat er auf allen Ebenen der akademischen Selbstverwaltung der Universität mitgewirkt, war Mitglied im Fachbereichsrat, im Konvent, im Akademischen Senat und diversen Ausschüssen und Kommissionen.
Zweimal, 1994 als Mitglied des Projektteams „Naturschutz im Agrarraum“ und 2012 allein, auf Vorschlag der Studierenden wurde ihm der Berninghause-Preis für hervorragende Lehre zuerkannt. 2010 wurde zum Senior Lecturer ernannt. 
Seit 1980 ist er im Naturwissenschaftlichen Verein zu Bremen aktiv, seit 1990 als stellvertretender Vorsitzender, seit 2009 als Vorsitzender.

## Publikationen (Auswahl)
- Rykena, S., H. K. Nettmann & W. Bings (1977) Zur Biologie der Zagros-Eidechse Lacerta princeps Blanford 1874. I. Beobachtungen im Freiland und im Terrarium an Lacerta princeps kurdistanica Suchov 1936 (Reptilia, Sauria, Lacertidae). Salamandra 13, 174-184
- Roschen, A., L Hellbernd & H. K. Nettmann (1984) Die Verbreitung von Crocidura russula und Crocidura leucodon in der Bremer Wesermarsch. Z.f.Säugetierk. 49, 70-74
- Nettmann, H. K. & S. Rykena (1984 a) Lacerta trilineata Bedriaga 1886 – Riesensmaragdeidechse. In: Böhme, W. eds. Handbuch der Reptilien und Amphibien Europas Bd 2/1 Echsen II. Aula-Verlag Wiesbaden. S. 100–124
- Nettmann, H. K. & S. Rykena (1984 b) Lacerta viridis (Laurenti 1768) – Smaragdeidechse -in: Böhme, W. eds. Handbuch der Reptilien und Amphibien Europas Bd. 2/1 Echsen II. Aula Verlag Wiesbaden. S. 129–180
- Nettmann, H. K. & S. Rykena (1985) Verhaltens- und fortpflanzungsbiologische Notizen von kanarischen und nordafrikanischen Tarentola-Arten. Bonner zool. Beitr. 36, 287-305
- Cordes, H. & H. K. Nettmann (1985) Erfassung der Fauna und Flora im Land Bremen. Konzept und Bedingungen einer Stadtkartierung im Feuchtgebiet. Verh. Ges. Ökol. 13, 693-696
- Nettmann, H. K. & R. Eikhorst (1985) Zur Erfassung der Herpetofauna im Land Bremen. Verh. Ges. Ökol. 13, 717-722
- Nettmann, H. K., L. Hellbernd & A. Roschen (1985) Verfahren zur Flächenbewertung auf der Grundlage von Spitzmausfängen im Land Bremen. Verh. Ges. Ökol. 13, 703-706 Nettmann, H. K. (1986) Carabid systematics and Chromosome numbers. in: Den Boer, P. J.; Luff, M. L. ; Mossakowski, D.; Weber, F. eds.: Carabid beetles. Their adaptations and dynamics. Fischer Verlag Stuttgart. S. 235–254
- Nettmann; H. K. (1986) Karyotyp und Stammesgeschichte der Carabiden. Diss. Univ. Bremen, Fachber. 2. 170 S.
- Nettmann, H. K. (1987) Zur naturräumlichen Präferenz des Moorfrosches (Rana arvalis) aufgrund seines Verbreitungsmusters im Land Bremen. Beih. Schriftenr. Naturschutz Landschaftspfl. Niedersachs. 19: 29-37
- Rykena, S. & H. K.Nettmann (1987) Eizeitigung als Schlüsselfaktor für die Habitatansprüche der Zauneidechse. Jb. Feldherpetologie 1, 123-136
- Nettmann, H. K. (1991 c) Einige Grundlagen und Ziele der Kartierung von Fauna und Flora im Land Bremen. Abh. Naturwiss. Verein Bremen 41/3: 345-358
- Nettmann, H. K. (1991 d) Die Verbreitung der Herpetofauna im Land Bremen. Abh. Naturwiss. Verein Bremen 41/3: 359-404
- Nettmann, H. K., L.Hellbernd-Tiemann. & A. Roschen (1991) Zur Verbreitung der Säugetiere (mit Ausnahme der Fledermäuse) im Land Bremen. Abh. Naturwiss. Verein Bremen 41/3: 641-660
- Nettmann, H. K. (1992) Artensättigung, Flächengröße, Wiederherstellbarkeit, Leitarten.- Aspekte zur ökologischen Auswertung faunistischer Daten. S. 1-22 in: R. Eikhorst (Hrsg.) Beiträge zur Biotop- und Landschaftsbewertung. Duisburg Verlag Ökologie und Faunistik.
- Nettmann, H. K. (1995) Klimawandel und Fauna in Mitteleuropa: Beispiele aus dem Wirbeltierbereich und Aufgaben des Naturschutzes. Angew. Landschaftsökol. (BfN, Bonn) 4: 155-164
- Rykena, S., H. K. Nettmann & R. Günther (1996 a) Westliche Smaragdeidechse – Lacerta bilineata. S. 558-566 in: Günther, R. (Hrsg.): Die Amphibien und Reptilien Deutschlands. G. Fischer Verlag, Jena. 825 S.
- Rykena, S., H. K. Nettmann & R. Günther (1996 b) Smaragdeidechse – Lacerta viridis. S. 566-580 in: Günther, R. (Hrsg.): Die Amphibien und Reptilien Deutschlands. G. Fischer Verlag, Jena. 825 S.
- Amann, T., S. Rykena, U. Joger. H.K.Nettmann & M Veith (1997) Zur artlichen Trennung von Lacerta bilineata DAUDIN, 1802 und L. viridis (LAURENTI, 1768). Salamandra 33: 255-268
- Elbing, K., H. K. Nettmann & S. Rykena (1997) Green lizards in central Europe: status, threats and research necessary for conservation. in: Böhme, W., W. Bischoff & T. Ziegler (eds.): Herpetologia Bonnensis, 1997: 105-113
- Hielen, B., S. Rykena & H. K. Nettmann (1998 Tarentola angustimentalis – Kanarischer Mauergecko. S. 109-130 in: W. Bischoff (Hrsg.) Die Reptilien der Kanarischen Inseln, der Selvagens-Inseln und des Madeira Archipels. (Handbuch der Reptilien und Amphibien Europas Bd. 6) 449 S. Aula Verlag Wiesbaden.
- Rykena, S., B. Hielen & H. K. Nettmann (1998) Tarentola boettgeri – Gestreifter Kanarengecko. S. 137 – 160 in: W. Bischoff (Hrsg.) Die Reptilien der Kanarischen Inseln, der Selvagens-Inseln und des Madeira Archipels. (Handbuch der Reptilien und Amphibien Europas Bd. 6) 449 S. Aula Verlag Wiesbaden.
- Nettmann, H. K. (1999 a) Säugetiere im Hasbruch. S. 85-92 in :Nieders. Min. f. Ernähr. Landw. Forst. (Hrsg): Der Hasbruch, Naturkundl. Beschreibung eines nordwestdeutschen Waldes. Schriftenr. Waldentwicklung in Niedersachsen H. 8: 136 S. Wolfenbüttel
- Nettmann, H. K. (1999 b) Amphibien und Reptilien des Hasbruch. S. 93-99 in :Nieders. Min. f. Ernähr. Landw. Forst. (Hrsg): Der Hasbruch, Naturkundl. Beschreibung eines nordwestdeutschen Waldes. Schriftenr. Waldentwicklung in Niedersachsen H. 8: 136 S. Wolfenbüttel
- Nettmann, H. K. (2001) Die Smaragdeidechsen (Lacerta s. str.) – Eine Übersicht über Verwandtschaft und Formenvielfalt. Mertensiella, Rheinbach 13: 11-32
- Rykena, S., H. K. Nettmann & W. Mayer (2001) Lacerta viridis guentherpetersi ssp. nov., eine neue Unterart der Smaragdeidechse aus Griechenland. Mertensiella, Rheinbach 13: 89-97
- Nettmann, H. K. (2001) Die Smaragdeidechsen (Lacerta s. str.) – Eine Übersicht über Verwandtschaft und Formenvielfalt. Mertensiella, Rheinbach 13: 11-32
- Rykena, S., H. K. Nettmann & W. Mayer (2001) Lacerta viridis guentherpetersi ssp. nov., eine neue Unterart der Smaragdeidechse aus Griechenland. Mertensiella, Rheinbach 13: 89-97
- Kettler, J.,H. Nettmann & S. Rykena (2016) Die „Podarcisierung“ Mitteleuropas schreitet fort – Mauereidechsen jetzt auch bei Bremen. Die Eidechse 27 (3) 69-75
- Nettmann, H. K. (2018) : Zoological Collection oft the University of Bremen. P 213-217 in L.A.Beck (ed.) Zoological Collections of Germany, Natural History collections. Springer International Publishing AG 729 S.
- Nettmann, H. K. (2021) Natur, Heimat, Forschung, Wandel. Skizzen zu bremischen Entwicklungen, von einer Kröte gerahmt. S. 120-131 in: Heimat und Identität. Jahrbuch der Wittheit zu Bremen 2018-2020. 183 S. Edition Falkenberg, Bremen